# Germán Lux
Germán Darío Lux (født 7. juni 1982 i Carcarañá, Argentina) er en argentinsk tidligere fodboldspiller, der spillede som målmand. 

## Landshold
Lux spillede seks kampe for Argentinas landshold. Han vandt guld med sit land ved OL i Athen i 2004 og deltog også ved Confederations Cup i 2005, hvor argentinerne nåede finalen.